# Fets de Bisesero
Els fets de Bisesero van tenir lloc el 1994 a un grup de turons anomenats Bisesero a l'oest de Ruanda.
En la memòria ruandesa, Bisesero es reputa com un lloc de resistència dels tutsi. A més, durant el genocidi de Ruanda d'abril a juny de 1994, milers de tutsis van buscar refugi en aquest turó on més 60.000 d'ells, segons els supervivents, van ser massacrats sota el govern interí ruandès per la milícia Interahamwe i les Forces Armades Ruandeses.
Ruandesos i periodistes francesos han fet sorgir a França una controvèrsia sobre la conducta que l'exèrcit francès hauria tingut al començament de l'Operació Turquesa amb els refugiats tutsis a Bisesero. Aquesta controvèrsia s'ha prolongat des de 2005 davant la justícia francesa.
La cadena de turons Bisesero es troba al nord-oest de Gishyita i al sud-est de Gisovu, en línia recta a una desena de quilòmetres al sud de Kibuye al camí de Gisovu a través Gishyita. El turó més alt té uns dos mil metres d'altitud i està obert a un vast panorama l'oest del llac Kivu i les seves illes.

## La història de Bisesero fins a mitjans de juny de 1994
La gent d'aquesta regió, els Abasesero, tenen reputació de ser pastors tutsis, dotats d'una forta resistència per defensar els seus ramats d'atacs exteriors. En la història de les primeres repúbliques ruandeses durant els esdeveniments de 1959 i 1962, la seva capacitat de defensa hauria estalviat la violència que van patir els altres tutsis de Ruanda. En 1973 només es van cremar dues cases. La història d'aquesta regió és coneguda a partir d'una enquesta duta a terme per African Rights.
El 1994, basant-se en aquesta reputació, els tutsis de Bisesero es van convertir en un punt de trobada per resistir el genocidi.
De fet, en els primers dies després de l'atac contra l'avió del president Juvénal Habyarimana, els tutsis de Bisesero van ser atacats per ordre de les autoritats locals per la milícia Interahamwe, com a la majoria regions ruandeses. La resistència es va organitzar ja del 9 al 10 d'abril de 1994, incloent-hi molts veïns hutu que no van comprendre de seguida que els Interahamwe els demanarien que es posessin del seu costat. Aquests hutu es van unir immediatament per defensar la regió contra la violència. Però sota la influència de la propaganda oficial, en una setmana, els discursos ètnics de les autoritats locals van obligar els hutus a separar-se dels tutsis. El repartiment de la població es va produir i els tutsis es van reagrupar en punts considerats més estratègics. Al mateix temps, a les comunitats veïnes es van desenvolupar massacres i altres tutsis van acudir a Bisesero.
Davant les Forces Armades Ruandeses i la milícia Interahamwe, civils tutsis sense més armes que llances i pals, va recórrer a trucs per combatre barrejant-se amb els seus agressors, i si bé alguns milicians van morir, la desigualtat de les forces no els va permetre escapar de les massacres, com a tot arreu a Ruanda.
El divendres 13 de maig de 1994 les autoritats de Ruanda van planificar un atac massiu contra els tutsi de Bisesero. A més dels membres de la guàrdia presidencial i l'exèrcit de Rwanda, milicians d'altres parts de Ruanda estaven implicats en aquesta operació. Aquestes forces van ser acompanyades per autoritats locals, inclòs el prefecte de Kibuye, Clément Kayishema. Fins a mitjan juny es van repetir molts atacs i van causar moltes morts. D'acord amb l'enquesta d'African Rights, de cinquanta mil resistents tutsis a Bisesero en quedaven més de dos mil a final de juny, quan l'arribada dels soldats francesos de l'Operació Turquesa.
La majoria dels supervivents de Bisesero eren homes, com va notar l'enviat especial de Paris Match, que ha posat èmfasi que les dones i els nens foren eliminats ràpidament per aquestes caces repetides en terrenys difícils.

## Els esdeveniments des de l'arribada de l'Operació Turquesa

### Les massacres que van tenir lloc a Bisesero entre el 27 i el 30 de juny de 1994
D'acord amb l'enquesta d'African Rights publicada en 1998, al voltant de mil tutsis van ser massacrats en Bisesero entre el 27 i 30 de juny 1994. El 30 de juny, l'exèrcit francès comptava amb una mica més de vuit-cents supervivents als quals va ajudar.
El correu del capità de fragata Marin Gillier, que figura continguda en els annexos de l'informe dels diputats, va confirmar que els atacs van tenir lloc a Bisesero durant aquests tres dies. Va atribuir el 30 de juny de 1994 a atacs de la milícia i FAR contra els infiltrats de FPR: «Es van posar en marxa missions de recerca i d'informació el 27 de juny a Gishyita […] i la regió de Gisovu. A continuació, hom s'adona que havia descobert a l'est de Gishyita un suposat punt d'infiltrats avançats del FPR […] En el lloc interrogo a la població que afirma que els turons de l'est estan infestats amb elements infiltrats del FPR per estendre el terror. […] Vers migdia, soroll de ràfegues d'armes automàtiques i explosions […] La població es qüestionada immediatament: serien un centenar de vilatans que atacarien als infiltrats del FPR. ».

### La polèmica
L'Operació Turquesa de l'exèrcit francès, que va tenir lloc del 22 de juny de 1994 al 21 d'agost de 1994, els primers contactes entre les tropes de Comandament d'Operacions Especials i refugiats tutsis a Bisesero esdevingueren objecte d'una controvèrsia, especialment entre França i Ruanda, cosa que fa difícil percebre el que va passar.
Les diferents versions d'aquests esdeveniments són dels ruandesos, dels periodistes occidentals i militars francesos presents al lloc, així com la jerarquia militar de l'Operació Turquesa, les investigacions de TPIR per jutjar els autors de genocidi en aquesta regió, el de la justícia de Ruanda, les anàlisis del parlament francès, de les diverses associacions i investigacions de periodistes i historiadors interessats en aquests esdeveniments.
Segons certes associacions, les versions tendeixen a evolucionar amb el temps i es poden distingir especialment aquells articles de periòdics de final de juny i principi de juliol de 1994, d'alguns articles de 1998 i correlativament la de la missió parlamentària francesa a Ruanda, les de 2004 al desè aniversari de la commemoració del genocidi, i finalment, les de 2005 després de les denúncies presentades a França pels ruandesos contra soldats de l'Operació Turquesa, encara que aquestes denúncies tractin diversos esdeveniments de l'Operació Turquesa. Entre aquestes diverses dates de ressorgiment de la controvèrsia s'han publicat a França llibres de diversos corrents que repeteixen aquests esdeveniments en un o més dels seus capítols.
Hi ha dues tendències principals. Una, els supervivents tutsis de Bisesero haurien estat descoberts els dies 26 o 27 de juny de 1994 per un destacament de l'Operació Turquesa, el líder del qual, el tinent coronel «Diego», els va prometre que tornarien i hauria advertit la jerarquia de l'Operació Turquesa. L'altra, aquest líder no hauria advertit a temps al seu superior i el destacament del capità Marin Gillier no va descobrir els supervivents fins al 30 de juny de 1994. Ambdues versions coincideixen que aquest destacament va rescatar immediatament als supervivents el 30 de juny de 1994, amb un número de 800.
En el fons d'aquesta controvèrsia, els ruandesos s'han queixat davant el tribunal aux armées de Paris, entre altres coses sobre aquests fets dels que els denunciants afirmen haver estat víctimes i voldrien jutjar la complicitat o no de les autoritats franceses en el genocidi a Ruanda perquè diuen que durant aquests tres dies la meitat dels últims supervivents van ser massacrats. Alguns fins i tot diuen que l'exèrcit francès va participar en les massacres.

### Els grups i persones presents sobre el terreny
En primer lloc descomptat els supervivents ruandesos, milicians, FAR, la població circumdant i les autoritats locals gestionades pel prefecte de Kibuye, Clemente Kayishema.
A partir del 22 de juny de 1994, també hi ha soldats de l'Operació Turquesa que depenen del Comando d'Operacions Especials (COS) liderats pel coronel Jacques Rosier. Sota el seu comandament hi ha dos oficials a la zona: el Comandant Marin Gillier i el Tinent-Coronel Jean-Rémy Duval, conegut pels periodistes sota el seu pseudònim "Diego".
Sortint de Cyangugu, a l'extrem sud-est de Ruanda, ascendeixen progressivament cap al nord fins a Kibuye (zona nord de l'Operació Turquesa) durant l'última setmana de juny. Han de baixar cap a la part sud-est de l'Operació Turquesa, anomenada Zona Sud, on arribaran a principis de juliol de 1994.
Els periodistes occidentals també es troben en aquesta àrea de Kibuye, principalment a la continuació de l'Operació Turquesa, en relació amb el servei de comunicació de l'exèrcit francès. Hi ha certes maneres:
- des del 26 de juny de 1994 Vincent Hugeux de l'Express,[7] Sam Kiley de The Times, Patrick de Saint-Exupéry de Le Figaro, Dominique Garraud de Libération,[8] i Christophe Boisbouvier de RFI.[9]
- a partir del 29 de juny de 1994 Corine Lesnes del diari le Monde, Raymond Bonner de New York Times
- a partir del 30 de juny de 1994 Michel Peyrard de Paris Match

El 29 de juny de 1994, el ministre francès de Defensa, François Léotard, es trobava a Gishyita, a 5 kilòmetres de Bisesero, juntament amb Raymond Bonner i Corine Lesnes.

### La versió del descobriment el 27 de juny de 1994 dels supervivents de Bisesero
Aquesta és la versió presa per les autoritats de Rwanda.

#### Testimonis de periodistes
Patrick de Saint-Exupéry va escriure un reportatge publicat a Le Figaro el 29 de juny de 1994 sota el títol «Rwanda : les assassins racontent leurs massacres». Hi escriu que "ahir", és a dir, probablement, 27 de juny de 1994 com es va confirmar més tard, el Tinent Coronel Diego «es va reunir amb supervivents i va prometre tornar en tres dies» Segons el periodista, Diego hauria avisat les autoritats franceses poc després. Patrick de Saint-Exupéry va mantenir la seva versió de nou el 1998 en una sèrie d'articles, a continuació, recollides el 2004 al llibre L'inavouable - La France au Rwanda. En aquesta obra, tot rendint homenatge tant « Diego » com el capità de fragata Marin Gillier que és intervingut el 30 de juny, se sorprèn per la reticència de la missió d'informació parlamentària sobre Ruanda per aclarir el flux d'ordres a l'Exèrcit francès del 27 al 30 de juny. Vincent Hugeux de L'Express, i Sam Kiley de The Times, qui va informar als militars francesos el 26 de juny de 1994 del problema dels supervivents de Bisesero, van donar testimoni de mateixos fets.
Christophe Boisbouvier confirma el que diu Patrick de Saint-Exupéry en una entrevista a RFI el de 28 juny. Parla d'un centenar de tutsis que apareixen «com fantasmes sorgits del bosc». Demanen a l'oficial francès que els llevi. Aquest respon a ells «No puc, només tenim una dotzena de 3 jeeps.
 Però ara sabem que esteu aquí i el fet que hagim vingut pot calmar les coses».

#### Testimonis de ruandesos
Els testimonis dels ruandesos provenen de supervivents, milicians o exsoldats de les forces armades ruandeses. La majoria d'ells corroboren els articles dels periodistes presents al lloc el 27 de juny de 1994 i el 30 de juny de 1994. L'associació African Rights va ser la primera a portar aquests testimonis publicats el 1998.
El 2004 Georges Kapler va ser acusat per la Comissió d'enquesta ciutadana relativa a la participació de França a Rwanda de filmar a Ruanda els testimonis sobre la relació entre els ruandesos i l'exèrcit francès durant el genocidi. Alguns testimonis, que van portar els testimonis de Bisesero, van presentar una denúncia el 2005 al Tribunal aux armées de Paris. Segons alguns d'aquests testimonis, reunits a partir d'Interahamwe i militars de les Forces Armades de Ruanda sota custòdia i escapats, en alguns casos els militars francesos haurien ajudat els assassins en la matança de tutsis, de vegades en la seva presència a Bisesero.
Les acusacions de complicitat sempre han estat negades enèrgicament pel Ministeri de Defensa francès, i la missió parlamentària francesa encarregada de donar llum sobre la possible complicitat de l'exèrcit amb els assassins parla d'«una afirmació que mai s'ha pres seriosament fins a la data».
Michel Peyrard, periodista de Paris Match, sobre el lloc el 30 de juny de 1994, va escriure: «Nosaltres [ell i el fotògraf Benoît Gysembergh] no vam veure ‘el vergonyós'. Ni les víctimes de massacres recents que podrien haver estat posades en avís per l'exèrcit francès i les seves vacil·lacions, ni, a fortiori, una connivència assassina entre soldats de l'Operació Turquesa i les milícies del genocidi.» La validesa de la constitució dels partits civils va ser considerada admissible per la Cort d'Apel·lació de París el 2006. Per tant, es poden escoltar les queixes.

#### Les objeccions de Bernard Lugan i Pierre Péan, David Servenay i Gabriel Periès
Bernard Lugan i Pierre Péan el 2005 han sostingut en llurs articles i llibres la tesi francesa de la bona fe de l'Operació Turquesa. Segons ells, un primer destacament hauria descobert tutsis el 27 de juny, però no en va informar al comandant Gillier.
Lugan objecta que, amb la seva pròpia admissió, de Saint-Exupéry estava «a uns centenars de metres» del cap del primer destacament quan havia trucat per telèfon. La universitat també assenyala que, segons de Saint-Exupéry, aquest soldat hauria trucat directament a París, mentre que el seu rang l'hauria prohibit referir-se directament a la metròpoli (havia de passar per l'oficial superior responsable de la zona on va operar). Pierre Péan és de l'opinió que Marin Gillier no era superior jeràrquic de Jean-Remy Duval i que no hauria advertit al coronel Rosier, comandant de COS, sinó només a la cel·lula de Ruanda al Ministeri de Defensa de París amb un fax del 29 de juny de 1994.
En llur llibre, Une guerre noire, David Servenay i Gabriel Periès van intervistar oficials francesos sobre aquests esdeveniments. El resultat de llurs entrevistes, que confirmen les de Pierre Péan amb els mateixos oficials, que Jean-Remy Duval àlies Diego no estava sota l'autoritat del capità Marin Gillier i que la jerarquia no havia estat advertida a temps o correctament per Diego. Hauria estat ambigu en els seus missatges perquè hauria hagut d'ocultar que hauria desobeït les ordres de descobrir aquests supervivents tutsis. Però, si no confirmen els greus pressupòsits de la Comissió d'Investigació ciutadana francesa, mantenen les preguntes.

### La versió del descobriment el 30 de juny de 1994 dels supervivents de Bisesero
Aquesta és la versió recollida per les autoritats franceses.
Segons l'informe de la Missió d'informació parlamentària sobre Ruanda, basat en les audiències i els informes dels oficials francesos (1998), el descobriment dels supervivents no es va produir fins al 30 de juny de 1994, el 27 de juny hauria estat només un simple reconeixement de la zona. Aquesta versió és represa pels diputats francesos en 1998 o per Stephen Smith en els seus articles en el diari Le Monde. Va ser fortament defensada per 2004 per Pierre Brana, exmembre del Parlament i ponent de la missió parlamentària, abans de la Comissió ciutadana sobre la implicació de França a Ruanda.
La comissió parlamentària no tindrà en compte els testimonis dels supervivents de Ruanda recollits per African Rights o testimonis de periodistes el 27 de juny a Bisesero.
Al seu informe, la Missió d'informació parlamentària conclou:
«Aquestes acusacions venen de testimonis de supervivents, de comentaris de l'informe d'African Rights i de Michel Peyrard, reporter present a Bisesero en nom del diari Paris Match. De la comparació dels elements continguts en l'informe de African Rights, del testimoni enviat pel capità de fragata Marin Gillier a la Missió i l'acta de l'audiència especial del reporter Michel Peyrard, sembla que res respon seriosament al suport d'aquestes acusacions. Si en realitat han transcorregut tres dies entre el moment en què el capità de fragata Marin Gillier va dur a terme el 27 de juliol en el reconeixement de la zona Bisesero i quan va intervenir, el 30 de juliol, per protegir i salvar la gent del lloc anomenat Bisesero, aquest retard no sembla intencional (sobre aquest tema veure annexos).»
L'abril de 2005 el sergent Thierry Prungnaud, gendarme del GIGN, va afirmar a l'hebdomadari Le Point i a la ràdio France Culture, el 22 d'abril, que va desobeir les ordres el 30 de juny de 1994 de donar socors als supervivents tutsis de Bisesero.
La versió del descobriment del 30 de juny 1994 va ser invalidada per la publicació per Mediapart i France Inter l'1 de desembre de 2015 d'un document desclassificat que prova que el 27 de juny de 1994, el comandament conjunt a Goma ha informat al Ministeri francès de Defensa d'amenaces dels tutsis es van agrupar en un turó a la regió Gisovu, el que confirma la versió de Diego.

### Després del 30 de juny de 1994
Alguns supervivents de Bisesero, la majoria d'ells ferits, van ser transportats en helicòpter el 30 de juny de 1994 a Goma (Zaire). Després del 30 juny de 1994 els militars francesos van romandre quinze dies a Bisesero amb els que es podien valdre. Al final dels quinze dies se'ls ofereix anar a un camp de refugiats, o anar a la zona del Front Patriòtic Ruandès. La majoria va optar per la zona del FPR per trobar-se la gent per causa dels quals els havien matat, va declarar un supervivent davant la Cort d'Apel·lacions del TPIR a l'Haia.

## Posteritat i memorial
Es va construir un monument inacabat al turó més alt. Al llarg del camí que puja al turó, s'han construït diversos edificis amb formes particulars, en què es preveu la distribució d'alguns ossos que no estan enterrats a la fossa comuna, situada a la part superior.
Els pocs visitants d'aquest memorial, que es troba després d'uns vint quilòmetres de pistes de Kibuye, són ràpidament envoltats per un petit grup de ruandesos quan arriben. Són "supervivents de Bisesero". Mostren el memorial. Les cicatrius d'alguns d'ells no deixen cap dubte sobre la violència de les massacres que han sofert.

### Publicacions
- Résistance au génocide - Bisesero - avril-juin 1994 - African Rights - Témoin Plantilla:Numéro8 - 1998 - 112 p.
- Assemblée nationale, Rapport d'information No. 1271, 1998
- Patrick de Saint-Exupéry - L'Inavouable - éd. Les Arènes - 2004 ISBN 2-912485-70-3
- Rapport de la CEC L'horreur qui nous prend au visage - éd. Karthala - février 2005 - 592 p. - chapitre « Bisesero, révélateur des contradictions et complicités initiales » p. 420 - Rapport en ligne
- Bernard Lugan - François Mitterrand, l'armée française et le Rwanda - éd. du Rocher, 2005
- Pierre Péan - Noires fureurs, blancs menteurs - éd. Fayard/Mille et une nuits - 2005 - chapitre 24, « Bisesero ou l'inavouable manipulation »
- David Servenay et Gabriel Periès, une guerre noire, La découverte 2007
- Laure De Vulpian Thierry Prungnaud - Silence Turquoise - éd. Don QUichotte - 2014 - chapitre « Biberon de fortune », p. 153
- Serge Farnel. Bisesero, le ghetto de Varsovie rwandais - éd. Aviso - 2014 - 735 pages, cartes.
- Bruno Boudiguet. Vendredi 13 à Bisesero, la question de la participation française dans le génocide des Tutsi rwandais, 15 avril-22 juin 1994 - ed. Aviso - 2014.
- African Rights, Résistance au génocide, Bisesero avril-juin 1994, African Rights, 1998

### Altres documents
- Opération Turquoise, Rwanda, 1994. Les Français ont laissé massacrer les survivants tutsi à Bisesero durant quatre jours avant de leur porter secours, Jacques Morel, Commission d'enquête citoyenne sur l'implication de la France au Rwanda, 2006
- Auditions publiques de la Commission nationale rwandaise, Commission d'enquête citoyenne sur l'implication de la France au Rwanda, 2006
- Bisesero un drame dans le drame, DailyMotion, no font